# Acreichthys radiatus
Acreichthys radiatus är en fiskart som först beskrevs av Canna Maria Louise Popta 1900.  Acreichthys radiatus ingår i släktet Acreichthys och familjen filfiskar. Inga underarter finns listade i Catalogue of Life.